# カルラス・デルクラウス・イス

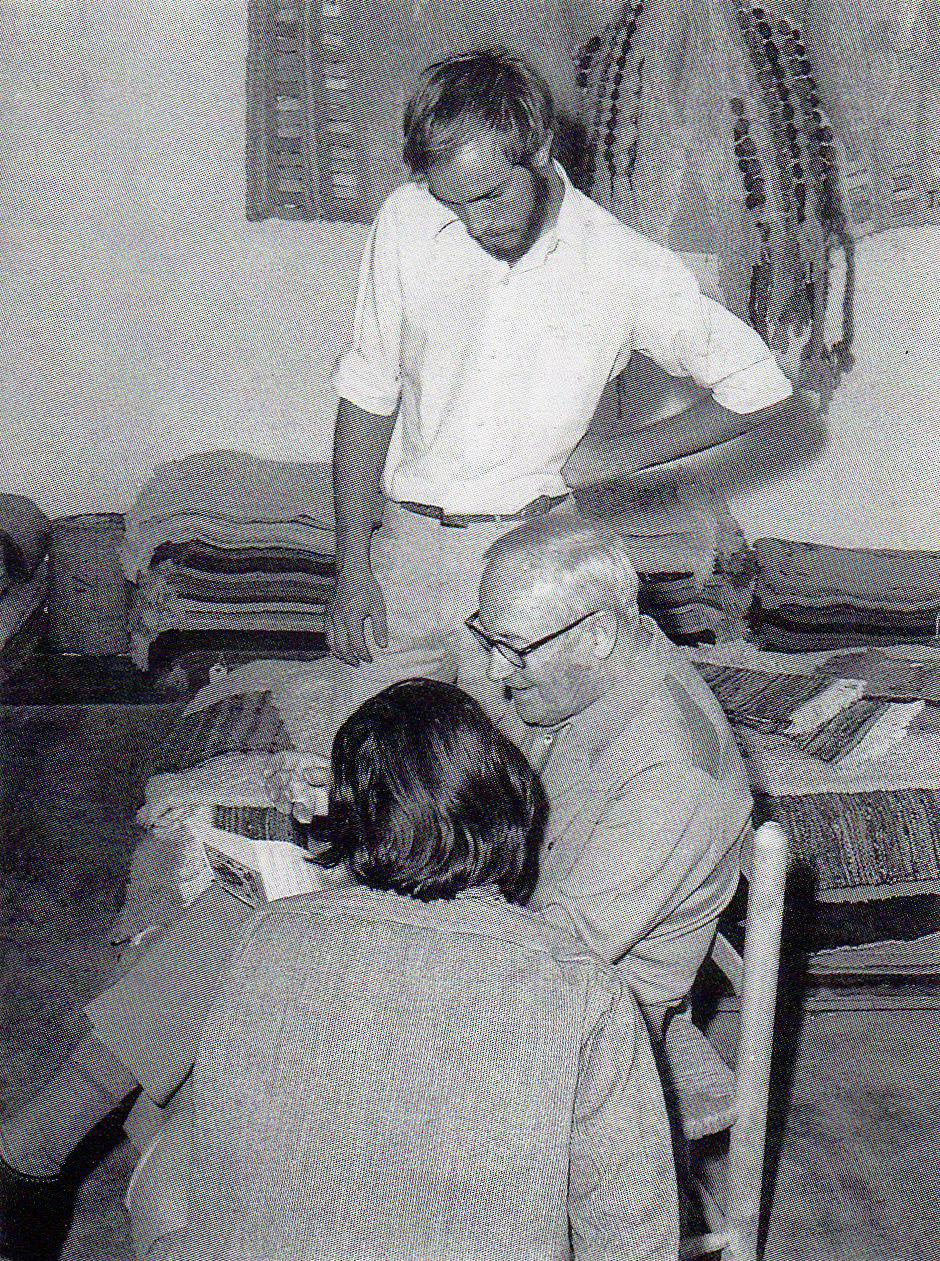
Joan Miró, Carles Delclaux y Royo 1970年に工場でおしゃべりAymat

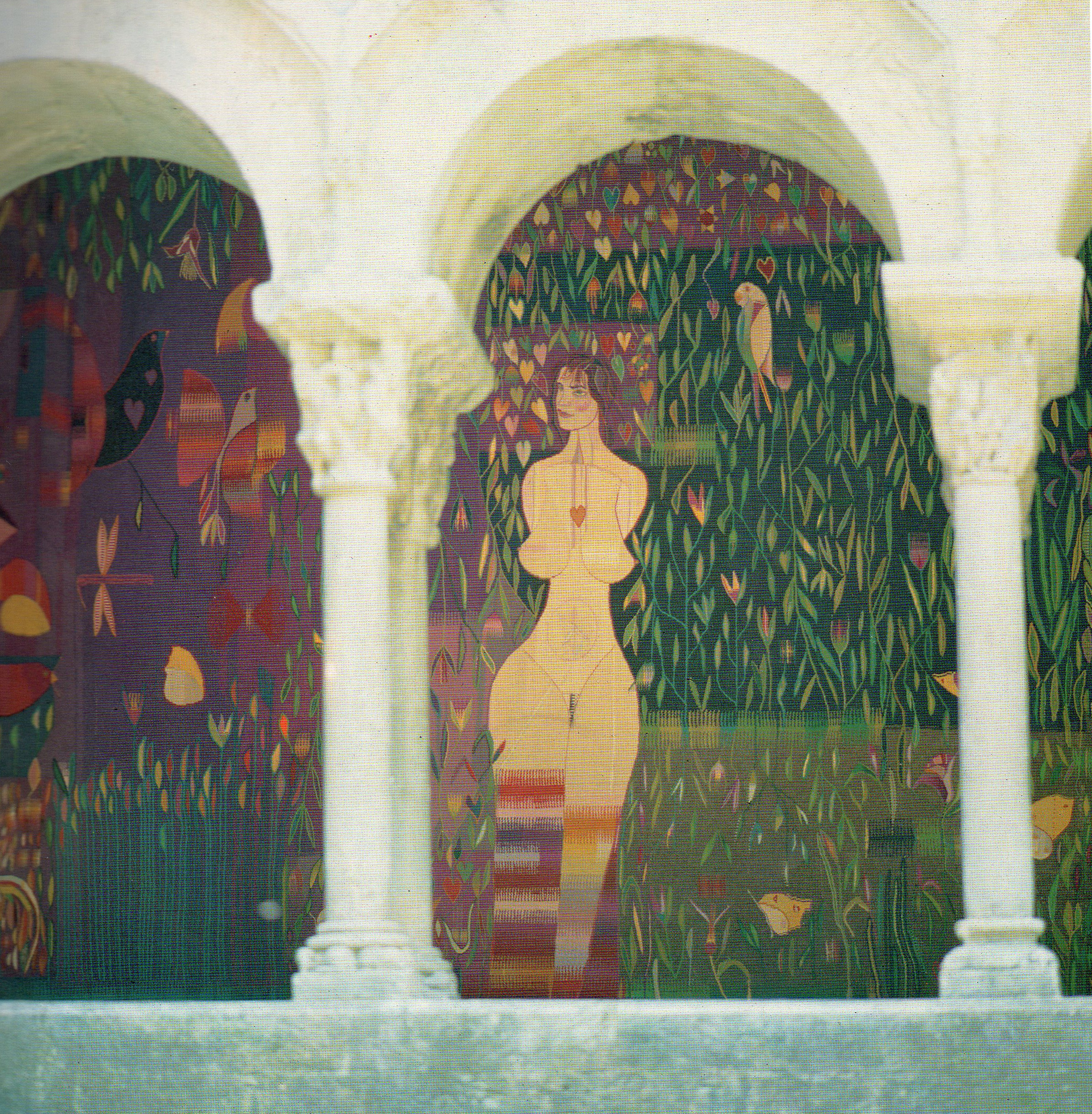
「Empordanet」断片カーペット、350x700センチ。、チャールズDelclaux、1981

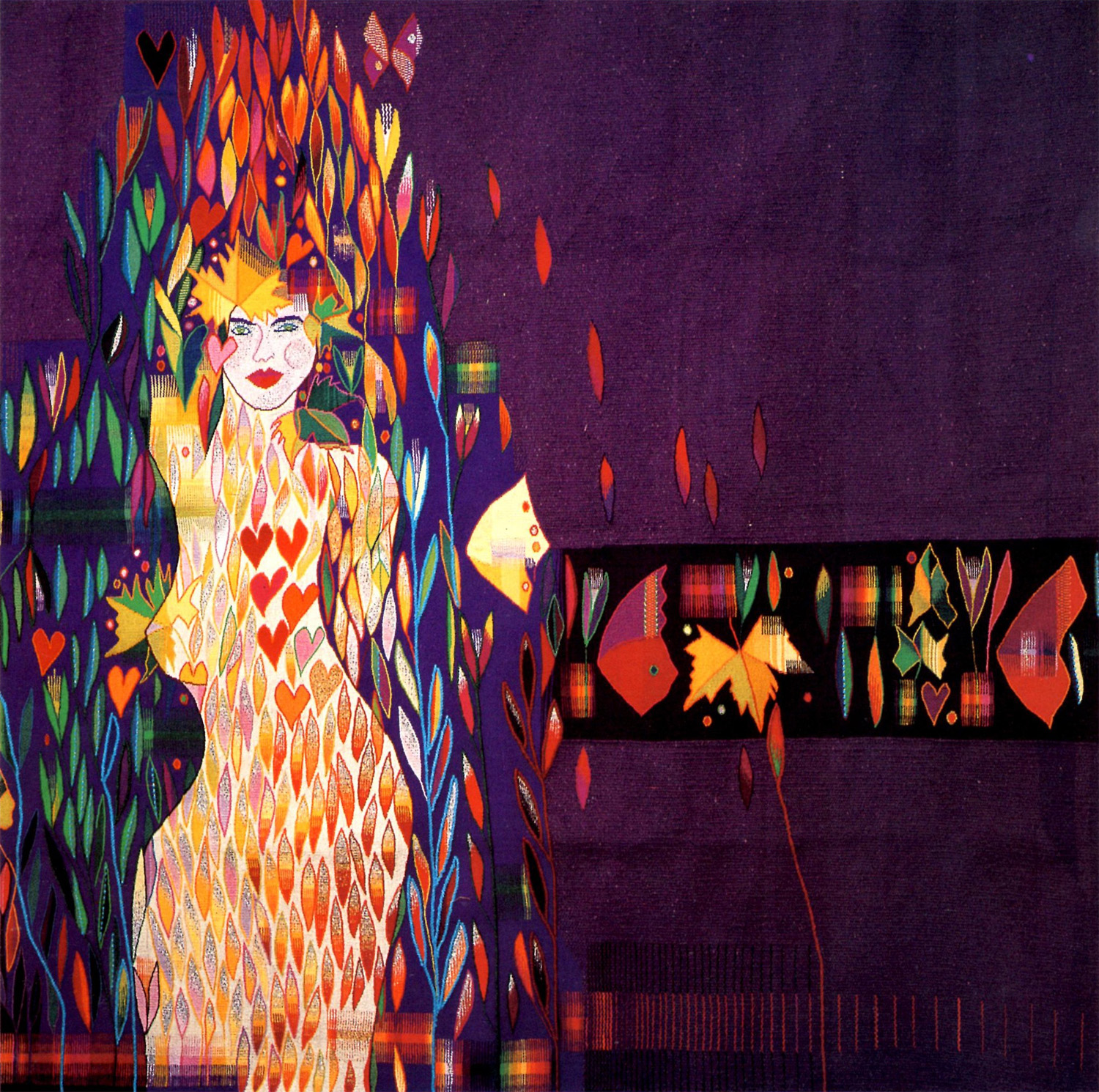
「あなたにだけの花」タペストリー、210x300センチ、チャールズDelclaux、1981

カルラス・デルクラウス・イス（Carles Delclaux Is、1951年-）は、スペインカタルーニャのサン・クガ・デル・バリェスで生まれ、バルセロナのAymat de Sant Cugat工場およびla Escuela de Bellas Artes Massanaで修練を積んだ織物芸術家。

## キャリア
1970年から1974年までla Escuela Catalana del Tapizで指導。1975年にジローナへと移りそこでアカデミズムと織物職人の仕事の習得に基礎を置いた講座を創設した。
彼はJosep Grau-Garriga, Joan-Josep Tharrats, Josep Maria Subirachs, ジョアン・ミロ, Manuel Millares, José Beulas, Modest Cuixart, Pere Lloses, Domènec Fita, Narcís Comadira, Juan José Torralba, Francesc Torres Monsó, Marcel Martíやその他の異なる芸術家の作品を解釈し、再創造した。
彼の作品はバルセロナ現代美術館、CDAN、Museu del Tapís Contemporani Casa Aymat、CDMT、などの美術館に個人コレクション及び公共施設用として所蔵されている。

## ギャラリー

Miró、Delclaux、Royoが含まれます。 タラゴナのタペストリーの最初のバージョン。 アイアムファクトリー、1970
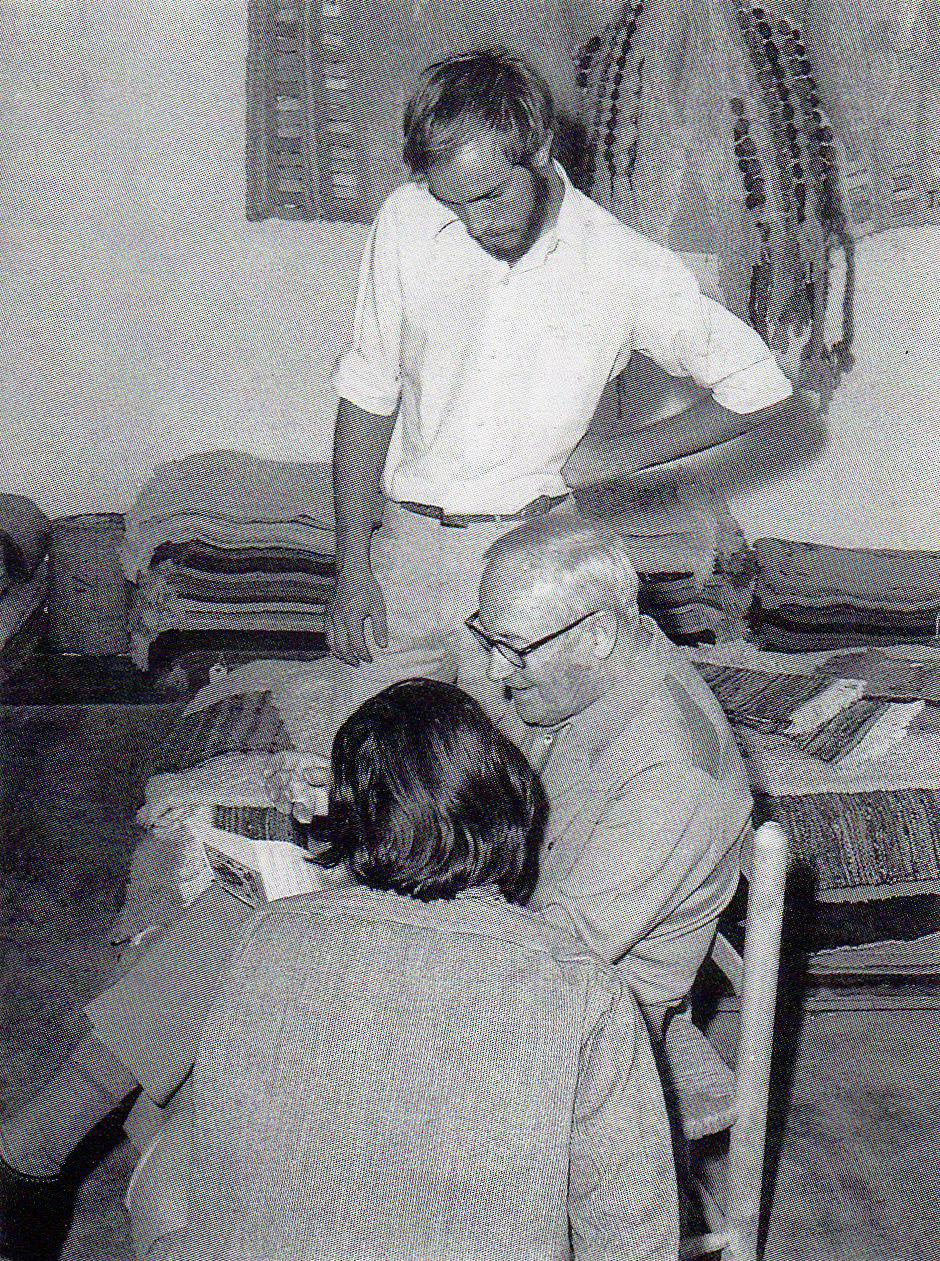
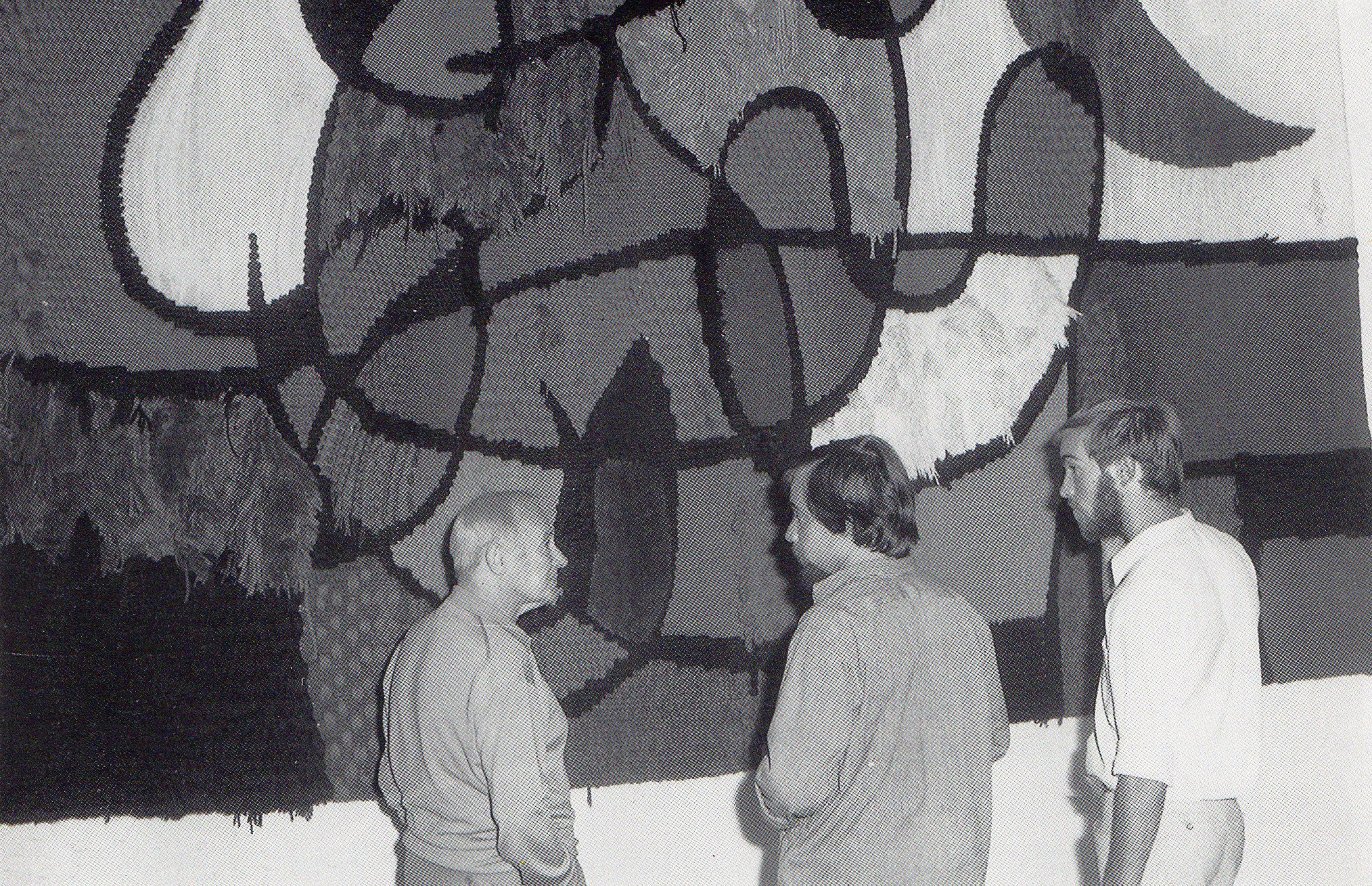

- タペストリー2000